# Adriano do Nascimento

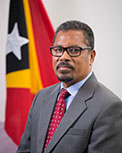
Adriano do Nascimento

Adriano do Nascimento (* 12. Januar 1970 in Holbelis, Cova Lima, Portugiesisch-Timor) ist ein Politiker aus Osttimor. Er war Präsident der Partido Democrático (PD) und von 2012 bis 2016 stellvertretender Präsident des Nationalparlaments Osttimors. Von 2017 bis 2018 war Nascimento Minister für den Ministerrat.

## Werdegang
Nascimento studierte an der Universidade Nusa Cendana Kupang im indonesischen Westtimor, später an der Mennonitischen Universität in Virginia und der Universität Notre Dame in Indiana (USA). Politische Kurse absolvierte er in Australien, Thailand und Indonesien. Während seiner Zeit in Kupang war Nascimento von 1996 bis 1997 Präsident der Organisation IMPETU/IMAPTIM (Asosiasaun Estudante Timor-Leste).
1997/98 war Nascimento Lehrer an einer Prä-Sekundär- und Sekundärschule in Cova Lima.
In der indonesischen Besatzungszeit war Nascimento in einem Untergrundnetzwerk aktiv. Hier arbeitete er in den Bereichen Politische Agitation und Internationale Beziehungen. Später schloss er sich dem Conselho Nacional de Resistência Timorense an, dem Dachverband des osttimoresischen Widerstands. Zwischen 1998 und 2000 war Nascimento Generalkoordinator des ETSSC im damaligen Distrikt Cova Lima, der Kampagnen für die Unabhängigkeit Osttimors unterstützte. Auch in den Vereinigten Staaten, Irland, Großbritannien, Portugal, Belgien und Spanien warb er für dieses Ziel.
Während der UN-Verwaltung Osttimors (UNTAET) kehrte Nascimento wieder zurück zu seiner Arbeit als Lehrer in der Prä-Sekundär- und Sekundärschule in Cova Lima. 2001 verließ er Suai/Cova Lima und arbeitete für die Australia and New Zealand Banking Group (ANZ). Zwischen 2002 und 2003 war er für die osttimoresische Nichtregierungsorganisation La’o Hamutuk tätig. Hier beschäftigte Nascimento sich mit dem Erdöl- und Gasvorkommen in der Timorsee. Bis 2006 arbeitete er dann für die internationalen Catholic Relief Services CRS als Projektmanager am Programm Peace Building/Dezenvolvimentu Paz. Außerdem war er Dozent an der Universidade da Paz (UNPAZ).

## Politik

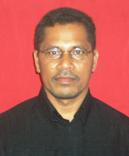
Adriano do Nascimento (2007)

Während der UN-Verwaltung Osttimors war Nascimento von 2000 bis 2001 Mitglied des Beraterrats des Distrikts Cova Lima. Im Februar 2001 erhielt er zusammen mit Álvaro do Nascimento ein Training in Führung und lokaler Administration in Suais australischer Partnerstadt Port Phillip.
Im Juni 2001 wurde Nascimento zunächst Generalsekretär der PD im Distrikt Cova Lima. Zwischen 2003 und 2006 war er Nationaler Politkommissar für den Westteil des Landes. Am 1. Oktober 2006 folgte auf einem Parteitag die Wahl zum Vizepräsidenten der PD. Bei den Wahlen zur verfassunggebenden Versammlung 2001 unterlag Nascimento bei der Wahl des Distriktsdirektkandidaten von Cova Lima dem Kandidaten der FRETILIN mit 22,5 %.
2007 wurde Nascimento in das Nationalparlament Osttimors gewählt, auf Platz drei der Parteiliste. Im Parlament war er Fraktionsvorsitzender der PD und Mitglied in der Kommission für Landwirtschaft, Fischerei, Forstwirtschaft, Natürliche Ressourcen und Umwelt (Kommission D) und der Kommission für Infrastruktur und Soziale Einrichtungen (Kommission G). Nascimento stammt aus dem Westen des Landes und stand im Verdacht, eine Spaltung in der Partei zwischen Kaladi aus dem Westen und Firaku aus dem Osten anzustreben. Mariano Sabino Lopes, dem Minister für Landwirtschaft, Forstwirtschaft und Fischerei warf er vor, nur Firakus auf die Positionen der PD in der Regierung zu setzen, weswegen Nascimento auch für sich einen Posten forderte. Dabei drohte er, im Parlament gegen die Bildung der Koalition Aliança da Maioria Parlamentar (AMP) zu stimmen. Die beiden PD-Abgeordneten Lucas da Costa und Vital dos Santos, die ebenfalls aus dem Westen stammen, unterstützten Nascimento in seiner Forderung. Am 30. August sollte Nascimento zum Staatssekretär für Tourismus ernannt, nahm aber nicht an der Vereidigungszeremonie teil. Stattdessen behielt er seinen Sitz im Parlament und blieb Fraktionsvorsitzender der PD.
Bei den Parlamentswahlen 2012 zog Nascimento auf Platz sieben der Wahlliste der PD erneut in das Parlament ein. 2015 übernahm er die Führung der PD vom verstorbenen Fernando de Araújo, die er später an Mariano Sabino Lopes abgab. Von 2012 bis 2016 war Nascimento Vizepräsident des Parlaments und Mitglied der Kommission für konstitutionelle Angelegenheiten, Justiz, Öffentliche Verwaltung, lokalen Rechtsprechung und Korruptionsbekämpfung (Kommission A). Am 5. Mai 2016 wurde er aber als Vizepräsident des Parlaments nach dem Ende der Koalition von CNRT und PD abgewählt.

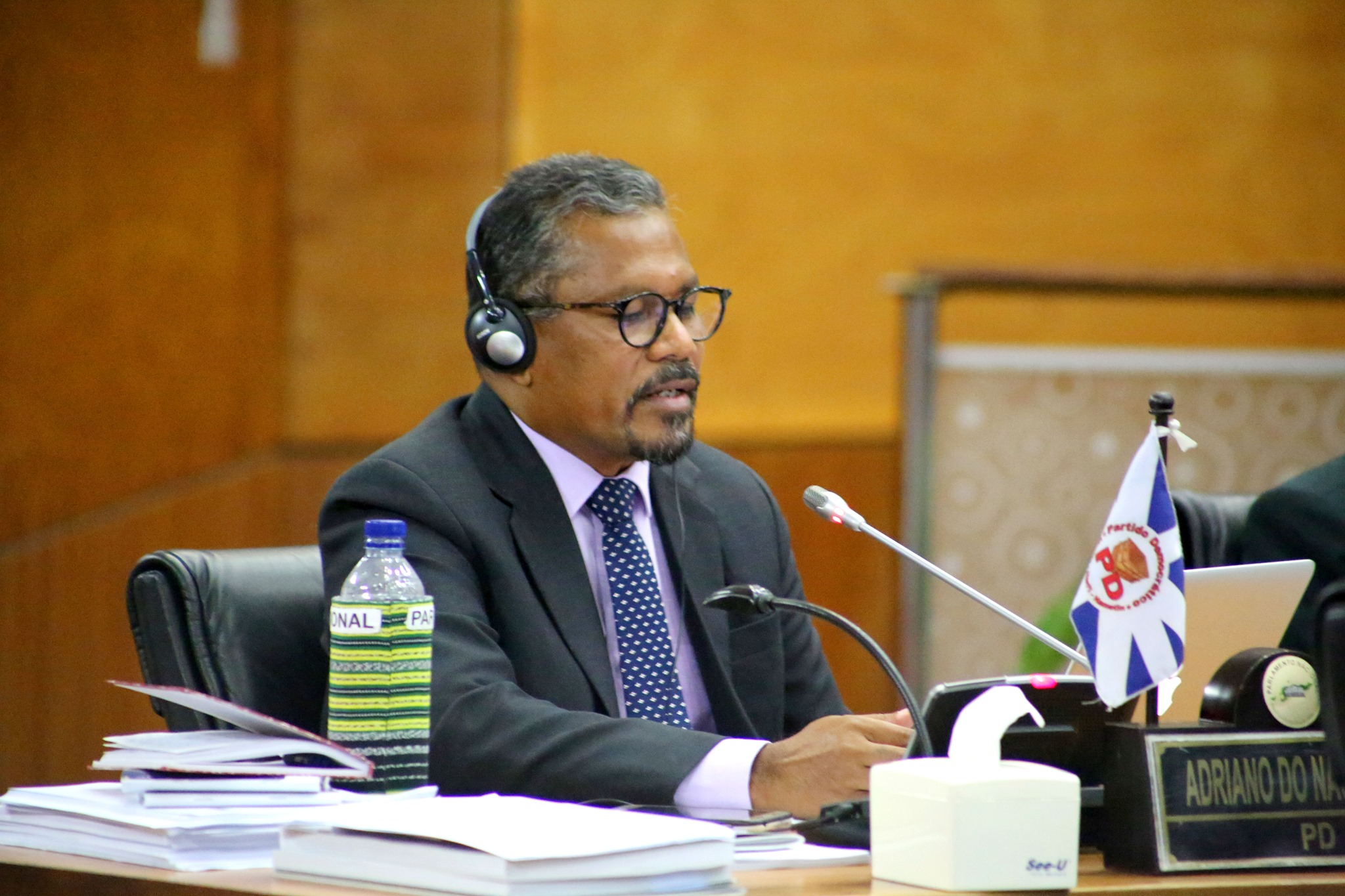
Nascimento im Parlament (2019)

2017 gelang Nascimento bei den Parlamentswahlen auf Listenplatz 5 der Wiedereinzug in das Nationalparlament. Den Sitz musste er aber verfassungsgemäß wieder abgeben, als er am 15. September 2017 zum Minister für den Ministerrat in der VII. Regierung vereidigt wurde. Da die Minderheitsregierung der FRETILIN und PD sich im Parlament nicht durchsetzen konnte, löste es Präsident Francisco Guterres auf und rief zu Neuwahlen auf. Nascimento gelang bei der Neuwahl am 12. Mai 2018 wieder auf Platz 5 der PD-Liste der erneute Einzug ins Parlament, wo die PD nun zur Opposition gehört. Nascimentos Amtszeit als Minister endete mit Antritt der VIII. Regierung Osttimors am 22. Juni 2018. Er wurde im Parlament Vizefraktionschef der PD und Mitglied der parlamentarischen Kommission für konstitutionelle Fragen und Justiz (Kommission A). Außerdem wurde er stellvertretender Parteivorsitzender der PD.
Am 16. Juni 2020 wurde Nascimento durch die Umstrukturierung der Kommissionen Mitglied der Kommission für Infrastruktur (Kommission E). Bei den Parlamentswahlen 2023 kandidierte Nascimento nicht.

## Sonstiges
Nascimento spricht Bunak, Tetum, Portugiesisch, Bahasa Indonesia und Englisch. Er ist Träger des Ordem Nicolau Lobato und wurde mit einem Preis der japanischen Regierung ausgezeichnet.